# Teratohyla amelie
Espèce
Synonymes
- Cochranella amelie Cisneros-Heredia & Meza-Ramos, 2007

Statut de conservation UICN

 LC  : Préoccupation mineure
Teratohyla amelie est une espèce d'amphibiens de la famille des Centrolenidae.

## Répartition
Cette espèce est endémique de la province de Pastaza en Équateur. Elle se rencontre à Oglán à 600 m d'altitude en Amazonie.

## Description
Les mâles mesurent de 18,1 à 18,3 mm.

## Taxinomie
Découverte en 2007, cette espèce a été décrite par Cisneros-Heredia et Meza-Ramos dans le genre Cochranella, avant d'être classée par Guayasamin, Castroviejo-Fisher, Trueb, Ayarzagüena, Rada et Vilà en 2009 dans le genre Teratohyla.

## Étymologie
L'épithète spécifique, amelie, fait référence au personnage titre du film Le Fabuleux Destin d'Amélie Poulain.

## Publication originale
- (en) Diego Francisco Cisneros-Heredia et Paúl Meza-Ramos, « An enigmatic new species of Glassfrog (Amphibia: Anura: Centrolenidae) from the Amazonian Andean slopes of Ecuador », Zootaxa, no 1485,‎ 28 mai 2007, p. 33–41 (lire en ligne)